# Liste der Stolpersteine in Gera

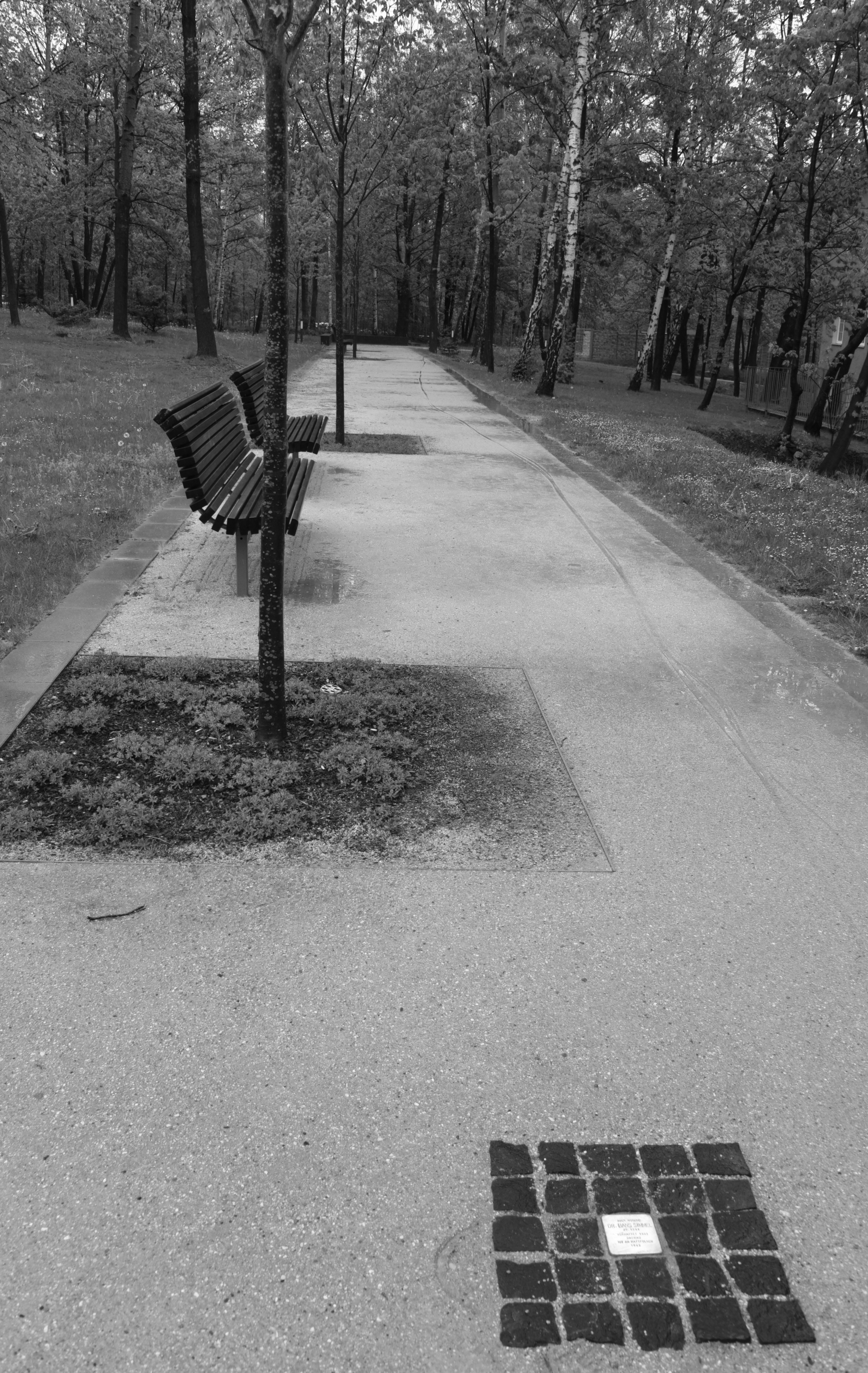
Stolpersteine in Gera

Die Liste der Stolpersteine in Gera enthält die Stolpersteine, die im Rahmen des gleichnamigen Kunstprojekts von Gunter Demnig in Gera verlegt wurden.
Die 10 cm × 10 cm × 10 cm großen Betonquader mit Messingtafel sind in den Bürgersteig vor jenen Häusern eingelassen, in denen die Opfer einmal zu Hause waren. Die Inschrift der Tafel gibt Auskunft über ihren Namen, ihr Alter und ihr Schicksal. Die Stolpersteine sollen dem Vergessen der Opfer der nationalsozialistischen Gewaltherrschaft entgegenwirken.

## Liste der Stolpersteine
Die Tabelle ist teilweise sortierbar, die Grundsortierung erfolgt alphabetisch nach dem Familiennamen.
| Stolperstein | Inschrift | Verlegeort                                   | Name, Leben                                    |
| --- | --- | -------------------------------------------- | ---------------------------------------------- |
| | HIER WOHNTE ALFRED ADOMEIT JG. 1893 ARBEITSLAGER 1944 HALLE-AMMENDORF VERSTECKT / ÜBERLEBT                                                                     | Schmelzhüttenstraße 33                       | Alfred Adomeit                                 |
| | HIER WOHNTE LISELOTT ADOMEIT VERH. KÖRTING JG. 1924 GEDEMÜTIGT / ENTRECHTET ARBEITSLAGER 1944 GERA BEFREIT / ÜBERLEBT                                          | Schmelzhüttenstraße 33                       | Liselott Adomeit                               |
| | HIER WOHNTE WALLY ADOMEIT GEB. BRIMM-SCHOENLANK JG. 1893 DEPORTIERT 1945 THERESIENSTADT BEFREIT / ÜBERLEBT                                                     | Schmelzhüttenstraße 33                       | Wally Adomeit                                  |
| | HIER WOHNTE EGON-WOLFGANG BARASZ JG. 1926 GEDEMÜTIGT / ENTRECHTET DEPORTIERT 1942 BERGEN-BELSEN ERMORDET                                                       | Karl-Liebknecht-Straße 6                     | Egon-Wolfgang Barasz                           |
| | HIER WOHNTE ANNA BASSINGER JG. 1891 ZEUGIN JEHOVAS VERHAFTET 1937 GEFÄNGNIS LEIPZIG 1940 RAVENSBRÜCK ‘VERLEGT’ 8.5.1942 BERNBURG ERMORDET 8.5.1942             | Maler-Reinhold-Straße 3                      | Anna Bassinger                                 |
| | MARGOT BAUMGART GEB. LAMM JG. 1902 FLUCHT 1939 ENGLAND USA | Sorge 40                                     | Margot Baumgart                                |
| | HIER ARBEITETE DR. MAX BAUMGART JG. 1887 BERUFSVERBOT 1933 ‘SCHUTZHAFT’ 1938 BUCHENWALD FLUCHT 1939 ENGLAND USA                                                | Sorge 40                                     | Max Baumgart                                   |
| | HIER LEBTE EDITH BIERMANN GEB. HARTOCH JG. 1899 FLUCHT 1939 USA ÜBERLEBT                                                                                       | Johannisplatz 7/8                            | Edith Biermann geb. Hartosch                   |
| | HIER ARBEITETE ERICH BIERMANN JG. 1890 VERHAFTET 1938 BUCHENWALD FLUCHT 1939 USA ÜBERLEBT                                                                      | Johannisplatz 7/8                            | Erich Biermann                                 |
| | HIER ARBEITETE HERBERT BIERMANN JG. 1890 VERHAFTET 1938 BUCHENWALD FLUCHT 1940 PALÄSTINA ÜBERLEBT                                                              | Johannisplatz 7/8                            | Herbert Biermann, Witwer von Aenne Biermann.   |
| | HIER WOHNTE ALFRED BIRNBAUM JG. 1916 ZWANGSARBEIT 191 TARNOBRZEG GHETTO MIELEC 1943 KZ MAUTHAUSEN ERMORDET 27.9.19                                             | Gagarinstraße 4                              | Alfred Birnbaum                                |
| | HIER WOHNTE DR.HERMANN BIRNBAUM JG. 1905 FLUCHT 1935 USA | Gagarinstraße 4                              | Hermann Birnbaum                               |
| | HIER WOHNTE META BÖHNERT JG. 1890 IM WIDERSTAND / KPD VERHAFTET 1933 GEFÄNGNIS WEIMAR TOT AN DEN FOLGEN 28.4.1934                                              | Lange Straße 17                              | Meta Böhnert                                   |
| | HIER LEHRTE UND WOHNTE DR. ALFRED BRAUNTHAL JG. 1897 FLUCHT 1933 ÖSTERREICH, BELGIEN 1936 ENGLAND, USA                                                         | Weg der Freundschaft 4 (Schloss Tinz)        | Alfred Braunthal                               |
| | HIER WOHNTE GERHARD BRAUNTHAL JG. 1923 FLUCHT 1933 ÖSTERREICH, BELGIEN 1936 ENGLAND, USA                                                                       | Weg der Freundschaft 4 (Schloss Tinz)        | Gerhard Braunthal                              |
| | HIER WOHNTE HILDEGARD BRAUNTHAL GEB. ELKAN JG. 1903 FLUCHT 1933 ÖSTERREICH, BELGIEN 1936 ENGLAND, USA                                                          | Weg der Freundschaft 4 (Schloss Tinz)        | Hildegard Braunthal                            |
| | HIER WOHNTE JAGNA BRAUNTHAL VERH. ZAHL JG. 1927 FLUCHT 1933 ÖSTERREICH, BELGIEN 1936 ENGLAND, USA                                                              | Weg der Freundschaft 4 (Schloss Tinz)        | Jagna Braunthal                                |
| | HIER WOHNTE ERNST BRÜG JG. 1893 VERHAFTET 1938 BUCHENWALD TOT AN HAFTFOLGEN 1938                                                                               | Schlossstraße 2                              | Ernst Brüg                                     |
| | HIER WOHNTE GERTRUD BRÜG GEB. GILLES JG. 1890 DEPORTIERT 1942 BELZYCE ERMORDET 1942 IN MAJDANEK                                                                | Schlossstraße 2                              | Gertrud Brüg                                   |
| | HIER WOHNTE GÜNTER BRÜG JG. 1926 FLUCHT 1939 ENGLAND ÜBERLEBT                                                                                                  | Schlossstraße 2                              | Günter Brüg                                    |
| | HIER WOHNTE ALICE DERBUEL GEB. HEIDEMANN JG. 1891 1944 VOR DEPORTATION UNTERGETAUCHT MIT HILFE ÜBERLEBT                                                        | Berliner Straße 136                          | Alice Derbuel geb. Heinemann                   |
| | HIER WOHNTE FERNANDE DERBUEL JG. 1921 1944 VOR DEPORTATION UNTERGETAUCHT MIT HILFE ÜBERLEBT                                                                    | Berliner Straße 136                          | Fernande Derbuel                               |
| | HIER WOHNTE VICTOR DERBUEL JG. 1890 VERHAFTET 1944 ARBEITSLAGER HALLE/S. BEFREIT                                                                               | Berliner Straße 136                          | Victor Derbuel                                 |
| Bild gesucht Der Benutzer GeorgDerReisende ( Diskussion ) wünscht sich an dieser Stelle ein Bild vom Ort mit diesen Koordinaten 50.87793 12.085239 . Motiv: Steinweg 12: die Stolpersteine für die Familie Dickstein, die Lage und das Haus Falls du dabei helfen möchtest, erklärt die Anleitung , wie das geht. BW      | HIER WOHNTE ANNA DICKSTEIN GEB. POMERANZ JG. 1878 FLUCHT 1937 PALÄSTINA                                                                                        | Steinweg 12                                  | Anna Dickstein                                 |
| | HIER WOHNTE ARRIGO DICKSTEIN JG. 1874 FLUCHT 1937 PALÄSTINA | Steinweg 12                                  | Arrigo Dickstein                               |
| | HIER WOHNTE BAT-SHEVA DICKSTEIN JG. 1933 FLUCHT 1937 PALÄSTINA                                                                                                 | Steinweg 12                                  | Bat-Sheva Dickstein                            |
| | HIER WOHNTE BRUNO DICKSTEIN JG. 1909 FLUCHT 1937 PALÄSTINA | Steinweg 12                                  | Bruno Dickstein                                |
| | HIER WOHNTE MELITTA DICKSTEIN VERH. SCHIFFER JG. 1900 FLUCHT 1937 PALÄSTINA                                                                                    | Steinweg 12                                  | Melitta Dickstein                              |
| | HIER WOHNTE RUDOLF DIENER JG. 1904 VERHAFTET 1934 BUCHENWALD VERHAFTET 1940 GERICHTSGEFÄNGNIS GERA ERMORDET 1941                                               | Sorge 9                                      | Rudolf Diener                                  |
| | BURGSTRASSE 5 WOHNTE ANNELIESE FALKENSTEIN VERH. GRIES JG. 1885 FLUCHT 1938 AUSTRALIEN                                                                         | Johannisplatz 1                              | Anneliese Falkenstein                          |
| | BURGSTRASSE 5 WOHNTE JULIUS FALKENSTEIN JG. 1849 GEDEMÜTIGT / ENTRECHTET TOT 17.2.1940 JÜDISCHES HOSPITAL BERLIN                                               | Johannisplatz 1                              | Julius Falkenstein                             |
| | BURGSTRASSE 5 WOHNTE HERBERT FALKENSTEIN JG. 1911 FLUCHT ENGLAND 1937 AUSTRALIEN                                                                               | Johannisplatz 1                              | Herbert Falkenstein                            |
| | BURGSTRASSE 5 WOHNTE ROSA FALKENSTEIN GEB. SPEIER JG. 1885 FLUCHT 1938 AUSTRALIEN                                                                              | Johannisplatz 1                              | Rosa Falkenstein                               |
| | HIER ARBEITETE THEODOR FALKENSTEIN JG. 1878 FLUCHT 1938 AUSTRALIEN                                                                                             | Johannisplatz 1                              | Theodor Falkenstein                            |
| | HIER WOHNTE HELENE FLEISCHER GEB. LÄTZSCH JG. 1899 IM WIDERSTAND MEHRMALS VERHAFTET ZULETZT 1941 MOHRINGEN ERMORDET 26.6.1941 STADTRODA                        | Naulitzer Straße 9                           | Helene Fleischer                               |
| Bild gesucht Der Benutzer GeorgDerReisende ( Diskussion ) wünscht sich an dieser Stelle ein Bild vom Ort mit diesen Koordinaten 50.878517 12.085353 . Motiv: Leipziger Straße 3: die Stolpersteine für die Familie Geller, die Lage und das Haus Falls du dabei helfen möchtest, erklärt die Anleitung , wie das geht. BW | | Leipziger Straße 3                           | Esther Geller                                  |
| | | Leipziger Straße 3                           | Jakob Geller                                   |
| | HIER WOHNTE ABRAHAM GUTWILEN JG. 1894 ‘POLENAKTION’ 1938 DEPORTIERT ŁODZ / LITZMANNSTADT ERMORDET MÄRZ 1942 CHELMNO / KULMHOF                                  | Altenburger Straße 6                         | Abraham Gutwilen                               |
| | HIER WOHNTE HENI GUTWILEN JG. 1922 JUGEND-ALIJAH 1937 PALÄSTINA                                                                                                | Altenburger Straße 6                         | Heni Gutwilen                                  |
| | HIER WOHNTE HERMANN GUTWILEN JG. 1930 ‘POLENAKTION’ 1938 DEPORTIERT ŁODZ / LITZMANNSTADT ERMORDET MÄRZ 1942 CHELMNO / KULMHOF                                  | Altenburger Straße 6                         | Hermann Gutwilen                               |
| | HIER WOHNTE LENI GUTWILEN JG. 1930 ‘POLENAKTION’ 1938 DEPORTIERT ŁODZ / LITZMANNSTADT ERMORDET MÄRZ 1942 CHELMNO / KULMHOF                                     | Altenburger Straße 6                         | Leni Gutwilen                                  |
| | HIER WOHNTE LEO GUTWILEN JG. 1921 JUGEND-ALIJAH 1937 PALÄSTINA                                                                                                 | Altenburger Straße 6                         | Leo Gutwilen                                   |
| | HIER WOHNTE RENA GUTWILLEN GEB. PIK JG. 1889 ‘POLENAKTION’ 1938 DEPORTIERT ŁODZ / LITZMANNSTADT ERMORDET MÄRZ 1942 CHELMNO / KULMHOF                           | Altenburger Straße 6                         | Rena Gutwilen                                  |
| | HIER WOHNTE DOROTHEA HALPERT GEB. GOERITZ JG. 1908 FLUCHT 1939 ENGLAND USA                                                                                     | Kurt-Keicher-Str. 11                         | Dorothea Halpert                               |
| | HIER WOHNTE GEORG HALPERT JG. 1891 FLUCHT 1939 ENGLAND ÜBERLEBT                                                                                                | Kurt-Keicher-Str. 11                         | Georg Halpert                                  |
| | HIER ARBEITETE DR. MAX CARL HAUPTMANN JG. 1897 BERUFSVERBOT 1933 FLUCHT 1937 ARGENTINIEN                                                                       | Johannisstraße 13                            | Max Carl Hauptmann                             |
| | HIER WOHNTE HEDWIG HEIDEMANN GEB. OSTWALD JG. 1864 1944 VOR DEPORTATION UNTERGETAUCHT MIT HILFE ÜBERLEBT                                                       | Berliner Straße 136                          | Hedwig Heidemann                               |
| | HIER WOHNTE EMMA BLANDINE JANKELOWITZ GEB. HEILBRONNER JG. 1879 FLUCHT 1936 FRANKREICH DEPORTIERT 1940 GURS FLUCHT / VERSTECKT ÜBERLEBT                        | Sorge 11                                     | Emma Blandine Jankelowitz                      |
| | HIER WOHNTE LEO KARLSRUHER JG. 1889 MEHRMALS VERHAFTET ZULETZT 1938 ‘RASSENSCHANDE’ BUCHENWALD TOT 2.11.1940                                                   | Nicolaistraße 5                              | Leo Karlsruher                                 |
| Bild gesucht Der Benutzer GeorgDerReisende ( Diskussion ) wünscht sich an dieser Stelle ein Bild vom Ort mit diesen Koordinaten 50.879814 12.090253 . Motiv: Altenburger Straße 7: die Stolpersteine für die Familie Katz, die Lage und das Haus Falls du dabei helfen möchtest, erklärt die Anleitung , wie das geht. BW | HIER WOHNTE ARON SELIG KATZ JG. 1882 ‘POLENAKTION’ 1938 BENTSCHEN / ZBASZYN ERMORDET 1941 LEMBERG                                                              | Altenburger Straße 7                         | Aron Selig Katz                                |
| | HIER WOHNTE GUSTL KATZ GEB. KATZ JG. 1888 ‘POLENAKTION’ 1938 BENTSCHEN / ZBASZYN ERMORDET 1942 LEMBERG                                                         | Altenburger Straße 7                         | Gustl Katz                                     |
| | HIER WOHNTE HERZ WOLFF KATZ JG. 1906 FLUCHT 1933 FRANKREICH 1941 PORTUGAL USA                                                                                  | Altenburger Straße 7                         | Herz Wolff Katz                                |
| | HIER WOHNTE MICHEL KATZ JG. 1908 FLUCHT 1936 PALÄSTINA | Altenburger Straße 7                         | Michel Katz                                    |
| | HIER WOHNTE SAUL KATZ JG. 1921 ‘POLENAKTION’ 1938 BENTSCHEN / ZBASZYN ERMORDET 1942 LEMBERG                                                                    | Altenburger Straße 7                         | Saul Katz                                      |
| | HIER WOHNTE EMIL LÖWENSTEIN JG. 1884 VERHAFTET 1938 ‘RATH-AKTION’ BUCHENWALD DEPORTIERT 1942 BELZYCE ERMORDET                                                  | Lessingstraße 1                              | Emil Löwenstein                                |
| | HIER WOHNTE HEINZ HERMANN LÖWENSTEIN JG. 1926 DEPORTIERT 1942 BELZYCE ERMORDET                                                                                 | Lessingstraße 1                              | Heinz Hermann Löwenstein                       |
| | HIER WOHNTE KÄTHE LÖWENSTEIN GEB. HAUPTMANN JG. 1895 DEPORTIERT 1942 ERMORDET IN AUSCHWITZ                                                                     | Lessingstraße 1                              | Käthe Löwenstein                               |
| Bild gesucht Der Benutzer GeorgDerReisende ( Diskussion ) wünscht sich an dieser Stelle ein Bild vom Ort mit diesen Koordinaten 50.886342 12.064545 . Motiv: Schafwiesenstraße 3a: der Stolperstein für Anna Mauer, die Lage und das Haus Falls du dabei helfen möchtest, erklärt die Anleitung , wie das geht. BW        | HIER WOHNTE ANNA MAUER JG. 1905 ZWANGSSTERILISIERT 4.5.1937 STÄDT. KRANKENHAUS GERA ALS ‘GEHEILT’ ENTLASSEN 25.5.1937                                          | Schafwiesenstraße 3a                         | Anna Mauer                                     |
| | HIER WOHNTE ADELHEID MAZUR GEB. TACHAUER JG. 1923 FLUCHT 1939 ENGLAND ÜBERLEBT                                                                                 | Ebelingstraße 10                             | Adelheid Mazur                                 |
| | HIER WOHNTE GERTRUD MAZUR GEB. HALPERT JG. 1889 FLUCHT 1939 ENGLAND ÜBERLEBT                                                                                   | Ebelingstraße 10                             | Gertrud Mazur                                  |
| | HIER WOHNTE HELGA MAZUR VERH. SANDERS JG. 1916 FLUCHT 1939 ENGLAND ÜBERLEBT                                                                                    | Ebelingstraße 10                             | Helga Mazur                                    |
| | HIER WOHNTE OTTO MAZUR JG. 1914 VERHAFTET 1938 BUCHENWALD FLUCHT 1939 ENGLAND ÜBERLEBT                                                                         | Ebelingstraße 10                             | Otto Mazur                                     |
| | HIER WOHNTE ROBERT MAZUR JG. 1885 VERHAFTET 1938 BUCHENWALD FLUCHT 1939 ENGLAND TOT 1942                                                                       | Ebelingstraße 10                             | Robert Mazur                                   |
| | HIER WOHNTE URSULA MAZUR VERH. STEINBERG JG. 1919 FLUCHT 1939 ENGLAND ÜBERLEBT                                                                                 | Ebelingstraße 10                             | Ursula Mazur                                   |
| | WALKMÜHLENPLATZ 15 WOHNTE HEDWIG MILEWICZ GEB. FEILER JG. 1893 ZWANGSARBEIT 1945 OSTFRIEDHOF GERA ÜBERLEBT                                                     | Heinrichstraße (Haupteingang Gera-Arcaden)   | Hedwig Milewicz                                |
| | WALKMÜHLENPLATZ 15 WOHNTE MOSES AARON MILEWICZ JG. 1897 ‘SCHUTZHAFT’ 1938 KZ BUCHENWALD DEPORTIERT 1944 AUSCHWITZ KZ MAUTHAUSEN ERMORDET 7.2.1945              | Heinrichstraße (Haupteingang Gera-Arcaden)   | Moses Aaron Milewicz                           |
| | WALKMÜHLENPLATZ 15 WOHNTE SHLOMO MILEWICZ JG. 1930 DEPORTIERT 1945 THERESIENSTADT BEFREIT                                                                      | Heinrichstraße (Haupteingang Gera-Arcaden)   | Shlomo Milewicz                                |
| | WALKMÜHLENPLATZ 15 WOHNTE WOLF MILEWICZ JG. 1932 DEPORTIERT 1945 THERESIENSTADT BEFREIT                                                                        | Heinrichstraße (Haupteingang Gera-Arcaden)   | Wolf Milewicz                                  |
| | HIER WOHNTE LILLI MOSES GEB. BIERMANN JG. 1896 DEPORTIERT 1942 RIGA TOT 1.1.1945 STUTTHOF                                                                      | Johannisplatz 7/8                            | Lilli Moses, geschieden von Rudolf Paul.       |
| | HIER WOHNTE ANNA ORLAMÜNDER JG. 1898 GEDEMÜTIGT / ENTRECHTET ‘RASSENSCHANDE’ TOT 6.2.1945                                                                      | Nicolaistraße 5                              | Anna Orlamünder                                |
| | HIER WOHNTE ERWIN PANNDORF JG. 1904 FLUCHT SPANIEN INT. BRIGADEN 1937-39 IM WIDERSTAND ROTE KAPELLE VERHAFTET 1942 SACHSENHAUSEN ERMORDET 10.12.1942           | Pfarrstraße 4                                | Erwin Panndorf                                 |
| | HIER ARBEITETE DR. ERNA PHILIPP VERH. KRAYER JG. 1900 BERUFSVERBOT 1933 FLUCHT 1935 LIBANON                                                                    | Straße des Friedens 122 (Waldklinikum)       | Erna Philipp                                   |
| | HIER WOHNTE DR. HANS SALOMON JG. 1898 VERHAFTET 1938 BUCHENWALD FLUCHT IN DEN TOD 1941                                                                         | Laasener Straße 16                           | Hans Salomon                                   |
| | HIER WOHNTE MARTHA SALOMON GEB. HEILBRUN JG. 1873 GEDEMÜTIGT / ENTRECHTET FLUCHT IN DEN TOD 1941                                                               | Laasener Straße 16                           | Martha Salomon                                 |
| | HIER WOHNTE DR. OSKAR SALOMON JG. 1863 GEDEMÜTIGT / ENTRECHTET FLUCHT IN DEN TOD 1941                                                                          | Laasener Straße 16                           | Oskar Salomon                                  |
| Bild gesucht Der Benutzer GeorgDerReisende ( Diskussion ) wünscht sich an dieser Stelle ein Bild vom Ort mit diesen Koordinaten 50.877803 12.085 . Motiv: Steinweg 5: die Stolpersteine für das Ehepaar Sandheim, die Lage und das Haus Falls du dabei helfen möchtest, erklärt die Anleitung , wie das geht. BW          | HIER WOHNTE HELENE SANDHEIM VERH. APELBAUM JG. 1890 FLUCHT 1939 BRASILIEN                                                                                      | Steinweg 5                                   | Helene Sandheim                                |
| | HIER WOHNTE KLARA SANDHEIM VERH. MEYER JG. 1888 DEPORTIERT 1942 GHETTO RIGA ERMORDET                                                                           | Steinweg 5                                   | Klara Sandheim                                 |
| | HIER WOHNTE BERTA SCHÄFER GEB. LANGER JG. 1890 IM WIDERSTAND / KPD VERHAFTET SEPT. 1944 RAVENSBRÜCK ERMORDET 11.2.1945                                         | Schmelzhüttenstraße 33                       | Berta Schäfer                                  |
| | HIER WOHNTE ANNA SCHALSCHA GEB. BENDER JG. 1867 GEDEMÜTIGT / ENTRECHTET FLUCHT IN DEN TOD 1944                                                                 | Museumsplatz                                 | Anna Schalscha                                 |
| | HIER WOHNTE RUDOLF SCHEFFEL JG. 1901 IM WIDERSTAND VERHAFTET 1933 ZULETZT 1943 VERHAFTET GESTAPOLAGER BERLIN-WUHLHEIDE HINGERICHTET 8.9.1943 BERLIN-PLÖTZENSEE | Rudolf-Scheffel-Straße 18                    | Rudolf Scheffel                                |
| | HIER WOHNTE ALOYS SCHOLZE KATH. PRIESTER JG. 1893 VERHAFTET MAI 1941 'KANZELMISSBRAUCH' UND 'FLUCHTHILFE' DACHAU MAI 1941 ERMORDET 1.9.1942                    | Nicolaistraße (vor der Kirche St. Elisabeth) | Aloys Scholze                                  |
| | HIER WOHNTE JENNY SCHOENLANK GEB. KLIMBERG JG. 1864 DEPORTIERT 1942 THERESIENSTADT TOT 16.10.1942                                                              | Schmelzhüttenstraße 33                       | Jenny Schoenlank                               |
| | HIER WOHNTE HANNELORE SILBERBERG GEB. BRÜG JG. 1922 VERHAFTET 1944 THERESIENSTADT AUSCHWITZ GROSS-ROSEN BERGEN-BELSEN BEFREIT / ÜBERLEBT                       | Schlossstraße 2                              | Hannelore Silberberg                           |
| | HIER WIRKTE DR. HANS SIMMEL JG. 1891 VERHAFTET 1933 DACHAU TOT AN HAFTFOLGEN 1943                                                                              | Straße des Friedens 122 (Waldklinikum)       | Hans Simmel                                    |
| | HIER WOHNTE JULIUS SIMSOHN JG. 1888 VERHAFTET 1938 BUCHENWALD DEPORTIERT 1944 ERMORDET 1941 IN AUSCHWITZ                                                       | Nestmannstraße 1                             | Julius Simsohn, Vater von Werner Simsohn, 2008 |
| | HIER WOHNTE BERNHARD SINENSKI JG. 1925 AUSGEWIESEN 1938 POLEN ERMORDET 1942 IM GHETTO BIALYSTOK                                                                | Blumenstraße 8                               | Bernhard Sinenski                              |
| | HIER WOHNTE JAKOB SINENSKI JG. 1929 AUSGEWIESEN 1938 POLEN ERMORDET 1942 IM GHETTO BIALYSTOK                                                                   | Blumenstraße 8                               | Jakob Sinenski                                 |
| | HIER WOHNTE LEA SINENSKI GEB. SMOLENSKI JG. 1888 AUSGEWIESEN 1938 POLEN ERMORDET 1942 IM GHETTO BIALYSTOK                                                      | Blumenstraße 8                               | Lea Sinenski                                   |
| | HIER WOHNTE LEISER SINENSKI JG. 1885 AUSGEWIESEN 1938 POLEN ERMORDET 1942 IM GHETTO BIALYSTOK                                                                  | Blumenstraße 8                               | Leiser Sinenski                                |
| | HIER WOHNTE MAX SINENSKI JG. 1920 FLUCHT 1936 PALÄSTINA ÜBERLEBT                                                                                               | Blumenstraße 8                               | Max Sinenski                                   |
| | HIER WOHNTE BETTY SKLOW GEB. BEHREND JG. 1880 FLUCHT 1939 CUBA MS ST. LOUIS EINREISE VERWEIGERT HOLLAND VERSTECKT GELEBT BEFREIT / ÜBERLEBT                    | Gagarinstraße 26                             | Betty Sklow                                    |
| | HIER WOHNTE CHARLOTTE SKLOW VERH. ROSENTHAL JG. 1905 FLUCHT 1938 CUBA 1940 USA ÜBERLEBT                                                                        | Gagarinstraße 26                             | Charlotte Sklow                                |
| | HIER WOHNTE HERMANN SKLOW JG. 1870 BERUFSVERBOT 1933 VERHAFTET 1937 FLUCHTVERSUCH GEFÄNGNIS BERLIN TOT 18.10.1938                                              | Gagarinstraße 26                             | Hermann Sklow                                  |
| | HIER WOHNTE HELENE SKLOW-ROSENTHAL JG. 1907 FLUCHT 1938 CUBA / USA ÜBERLEBT                                                                                    | Gagarinstraße 26                             | Helene Sklow-Rosenthal                         |
| | HIER WOHNTE PAULA SOMMERFELD GEB. RUBINSON JG. 1898 'POLENAKTION' 1938 BENTSCHEN / ZBASZYN DEPORTIERT 1941 GHETTO WILNA ERMORDET                               | Hußstraße 12                                 | Paula Sommerfeld geb. Rubinson                 |
| | HIER WOHNTE RUTH SOMMERFELD JG. 1927 'POLENAKTION' 1938 BENTSCHEN / ZBASZYN KINDERTRANSPORT 1939 ENGLAND                                                       | Hußstraße 12                                 | Ruth Sommerfeld                                |
| | HIER WOHNTE BERTHA SPIEGEL VERH. DR. BETTY MAIER JG. 1909 FLUCHT 1936 USA                                                                                      | Arndtstraße 3                                | Bertha Spiegel                                 |
| | HIER WOHNTE DAVID SPIEGEL JG. 1882 ‘SCHUTZHAFT’ 1938 BUCHENWALD DEPORTIERT 1942 BELZYCE ERMORDET                                                               | Zschochernstraße 41                          | David Spiegel                                  |
| | HIER WOHNTE DEBORAH SPIEGEL GEB. HALPERN JG. 1880 DEPORTIERT 1942 BELZYCE ERMORDET                                                                             | Zschochernstraße 41                          | Deborah Spiegel                                |
| | HIER WOHNTE JAKOB SPIEGEL JG. 1884 ‘POLENAKTION’ 1938 BENTSCHEN / ZBASZYN INTERNIERT POSEN GEFLOHEN 1939 LEMBERG ERMORDET                                      | Arndtstraße 3                                | Jakob Spiegel                                  |
| | HIER WOHNTE NORBERT SPIEGEL NACHUM GOLAN JG. 1915 FLUCHT 1935 PALÄSTINA                                                                                        | Arndtstraße 3                                | Norbert Spiegel                                |
| | HIER WOHNTE SARA SPIEGEL GEB. PRECKER JG. 1888 ‘POLENAKTION’ 1938 BENTSCHEN / ZBASZYN INTERNIERT POSEN GEFLOHEN 1939 LEMBERG ERMORDET                          | Arndtstraße 3                                | Sara Spiegel                                   |
| | HIER WOHNTE SIEGMUND SPIEGEL JG. 1919 FLUCHT 1938 USA | Arndtstraße 3                                | Siegmund Spiegel                               |
| | HIER LEHRTE DR. WALTER SPIEGEL JG. 1887 ‘SCHUTZHAFT’ 1938 BUCHENWALD FLUCHT 1939 SCHWEIZ                                                                       | Nicolaiberg 6                                | Walter Spiegel                                 |
| Bild gesucht Der Benutzer GeorgDerReisende ( Diskussion ) wünscht sich an dieser Stelle ein Bild vom Ort mit diesen Koordinaten 50.876849 12.083194 . Motiv: Markt 12: die Stolpersteine für die Familie Steinitz, die Lage und das Haus Falls du dabei helfen möchtest, erklärt die Anleitung , wie das geht. BW         | HIER WOHNTE AUGUSTE STEINITZ GEB. ARON JG. 1857 UNFREIWILLIG VERZOGEN 1934 LEIPZIG GEDEMÜTIGT / ENTRECHTET TOT 9. JUNI 1938 BERLIN                             | Markt 12                                     | Auguste Steinitz                               |
| | HIER WOHNTE ELLA STEINITZ VERH. SOCHACZEWER JG. 1886 FLUCHT 1938 FRANKREICH INTERNIERT DRANCY DEPORTIERT 1943 ERMORDET IN AUSCHWITZ                            | Markt 12                                     | Ella Steinitz                                  |
| | HIER WOHNTE LEONIE STEINITZ GEB. KASKET JG. 1898 FLUCHT 1938 LUXEMBURG, PORTUGAL 1941 USA                                                                      | Markt 12                                     | Leonie Steinitz                                |
| | HIER WOHNTE / ARBEITETE WALTER STEINITZ JG. 1888 STREIT MIT SA-SCHERGEN HIER ERSCHOSSEN 22.8.1934                                                              | Markt 12                                     | Walter Steinitz                                |
| | HIER WOHNTE WOLFGANG STEINITZ JG. 1925 FLUCHT 1938 LUXEMBURG, PORTUGAL 1941 USA                                                                                | Markt 12                                     | Wolfgang Steinitz                              |
| | HIER LEBTE HILDE STERNEFELD GEB. NOELLE JG. 1897 GEDEMÜTIGT / ENTRECHTET TOT 10.10.1942 1941                                                                   | Johannisplatz 7/8                            | Hilde Sternefeld                               |
| | HIER WOHNTE FRIEDRICH THUMANN JG. 1899 ZEUGE JEHOVAS VERHAFTET 1944 GEFÄNGNIS GIESSEN ERMORDET 1945 VON SS                                                     | Hartmannsdorfer Weg 4                        | Friedrich Thumann                              |
| | HIER WOHNTE WALTER ERNST THUMANN JG. 1925 ZEUGE JEHOVAS VERHAFTET 1943 GEFÄNGNIS TORGAU HINGERICHTET 2.5.1944                                                  | Hartmannsdorfer Weg 4                        | Walter Thumann                                 |
| | HIER WOHNTE EMMY WEBER JG. 1909 GEDEMÜTIGT / ENTRECHTET FLUCHT IN DEN TOD 1944                                                                                 | Burgstraße 5                                 | Emmy Weber                                     |
| | HIER WOHNTE CHARLOTTE WERNIK JG. 1929 ‘POLENAKTION’ 1938 BENTSCHEN / ZBASZYN ERMORDET IM BESETZTEN POLEN                                                       | Bauvereinstraße 4                            | Charlotte Wernik                               |
| | HIER WOHNTE DAVID WERNIK JG. 1892 ‘POLENAKTION’ 1938 BENTSCHEN / ZBASZYN ERMORDET IM BESETZTEN POLEN                                                           | Bauvereinstraße 4                            | David Wernik                                   |
| | HIER WOHNTE KLARA WERNIK GEB. HELLER-BERGE JG. 1900 ‘POLENAKTION’ 1938 BENTSCHEN / ZBASZYN ERMORDET IM BESETZTEN POLEN                                         | Bauvereinstraße 4                            | Klara Wernik                                   |
| | HIER WOHNTE MAX WERNIK JG. 1923 ‘POLENAKTION’ 1938 BENTSCHEN / ZBASZYN FLUCHT SOWJETUNION ÜBERLEBT                                                             | Bauvereinstraße 4                            | Max Wernik                                     |
| | HIER WOHNTE KANTOR DAVID WERTHEIM JG. 1869 GEDEMÜTIGT / ENTRECHTET TOT 27. JAN. 1936                                                                           | Franz-Petrich-Straße (Ecke Gagarinstraße)    | David Wertheim                                 |
| | HIER WOHNTE EMMA WERTHEIM GEB. GOETZ JG. 1877 FLUCHT 1941 PORTUGAL USA                                                                                         | Franz-Petrich-Straße (Ecke Gagarinstraße)    | Emma Wertheim                                  |
| | HIER WOHNTE ERNST WERTHEIM JG. 1906 ‘SCHUTZHAFT’ 1938 KZ DACHAU FLUCHT 1939 HOLLAND USA                                                                        | Franz-Petrich-Straße (Ecke Gagarinstraße)    | Ernst Wertheim                                 |
| | HIER WOHNTE KURT WERTHEIM JG. 1917 FLUCHT 1939 HOLLAND USA | Franz-Petrich-Straße (Ecke Gagarinstraße)    | Kurt Wertheim                                  |
| | HIER WOHNTE KARL WETZEL JG. 1907 IM WIDERSTAND MEHRMALS VERHAFTET ZULETZT 1935 STRAFBATAILLON 999 TOT 1944                                                     | Hainbergstraße 7                             | Karl Wetzel                                    |
| Bild gesucht Der Benutzer GeorgDerReisende ( Diskussion ) wünscht sich an dieser Stelle ein Bild vom Ort mit diesen Koordinaten 50.886342 12.064545 . Motiv: Schafwiesenstraße 3a: der Stolperstein für Anna Wicklmair, die Lage und das Haus Falls du dabei helfen möchtest, erklärt die Anleitung , wie das geht. BW    | HIER WOHNTE BERTHOLD WICKLMAIR JG. 1902 DEPORTIERT 1943 AUSCHWITZ TODESMARSCH JAN. 1945 MITTELBAU-DORA ERMORDET APRIL 1945                                     | Schafwiesenstraße 3a                         | Berthold Wicklmair                             |
| | HIER WOHNTE ERICH WILKE JG. 1900 IM WIDERSTAND ‘SCHUTZHAFT 1933’ ERNEUT VERHAFTET 1934 GESTAPOHAFT ERMORDET 24.7.1934 GERICHTSGEFÄNGNIS GERA                   | Marienstraße 13                              | Erich Wilke                                    |

## Verlegungen
Typische Verlegesituationen in Gera:

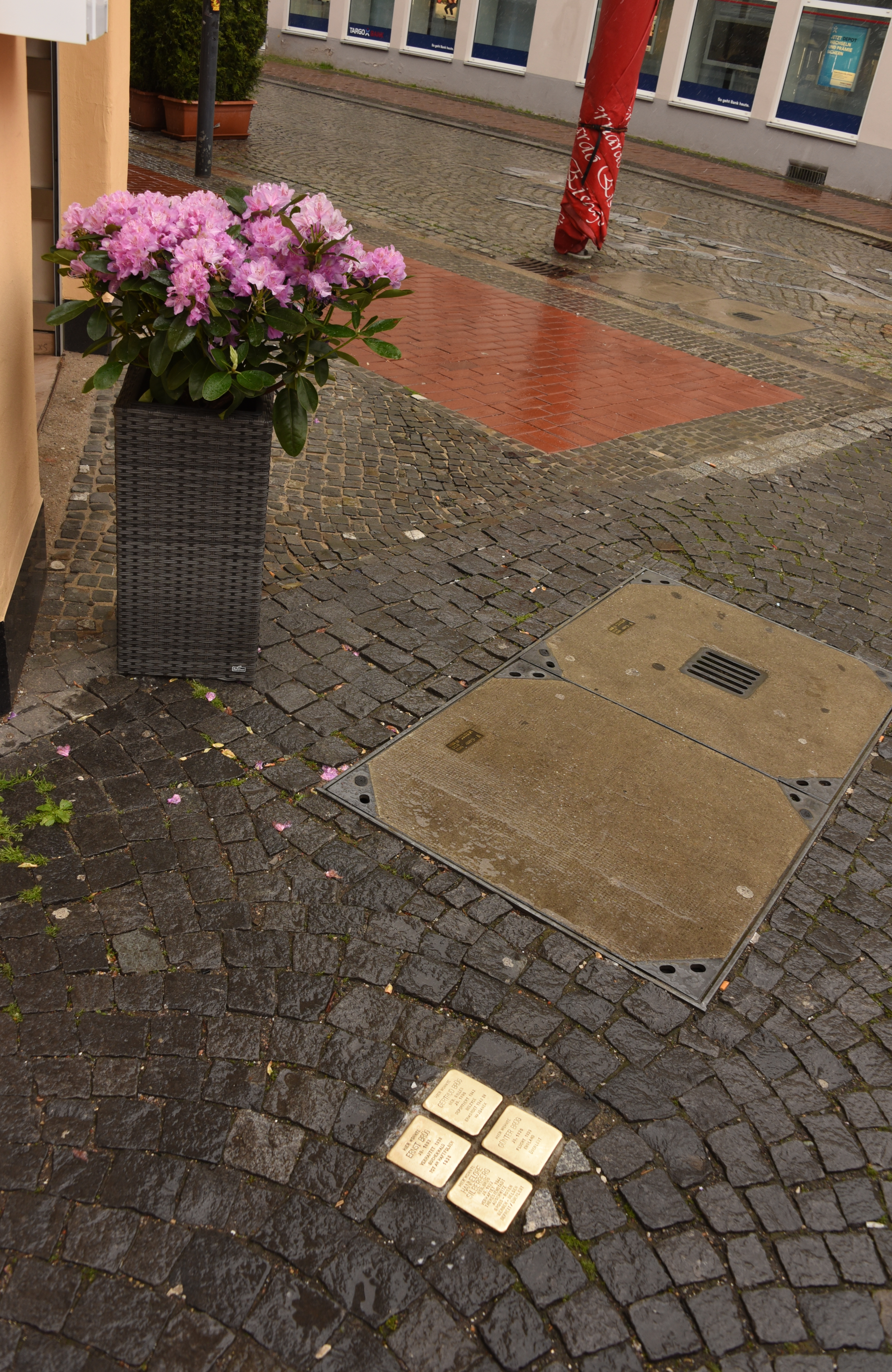
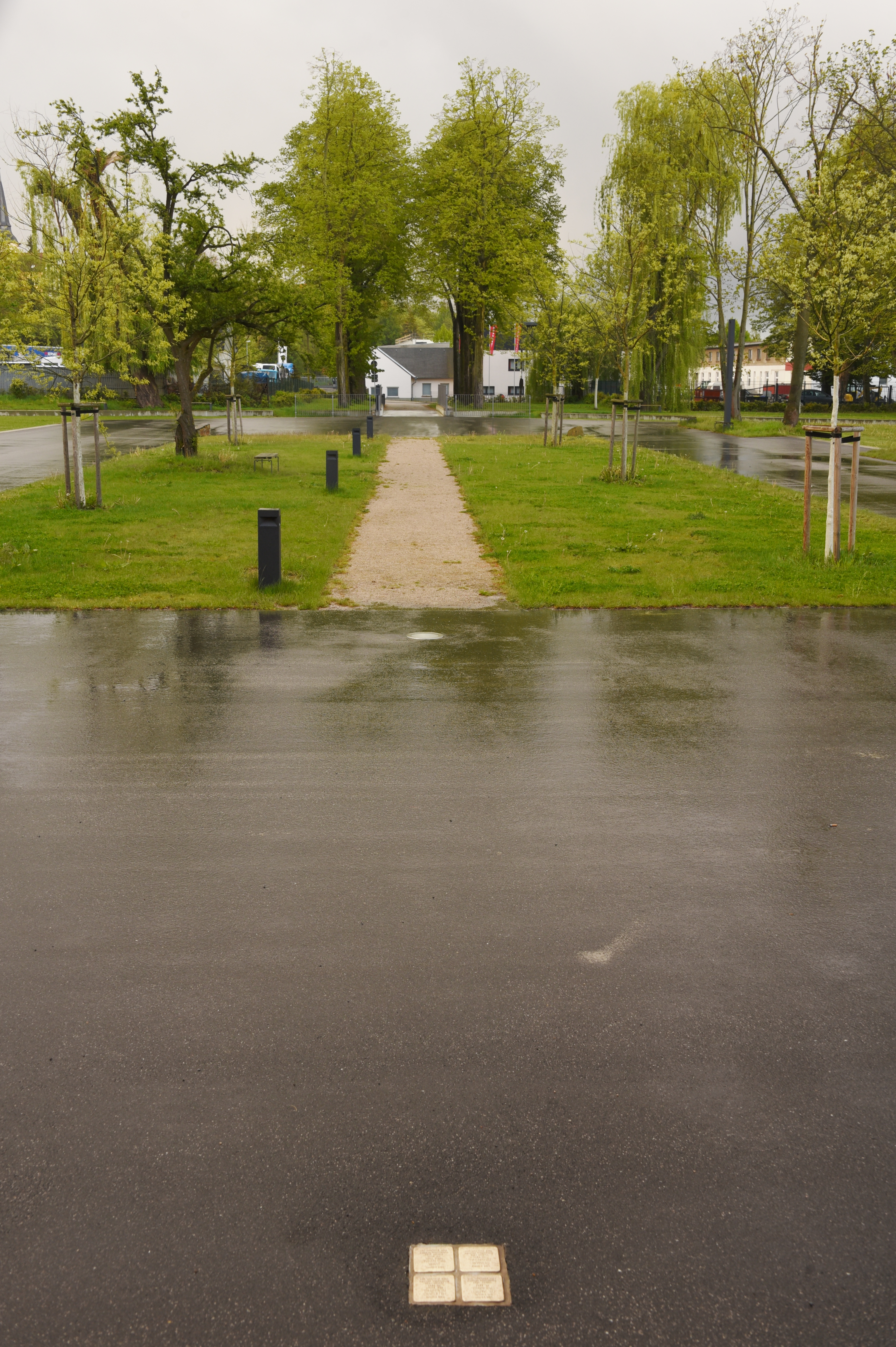
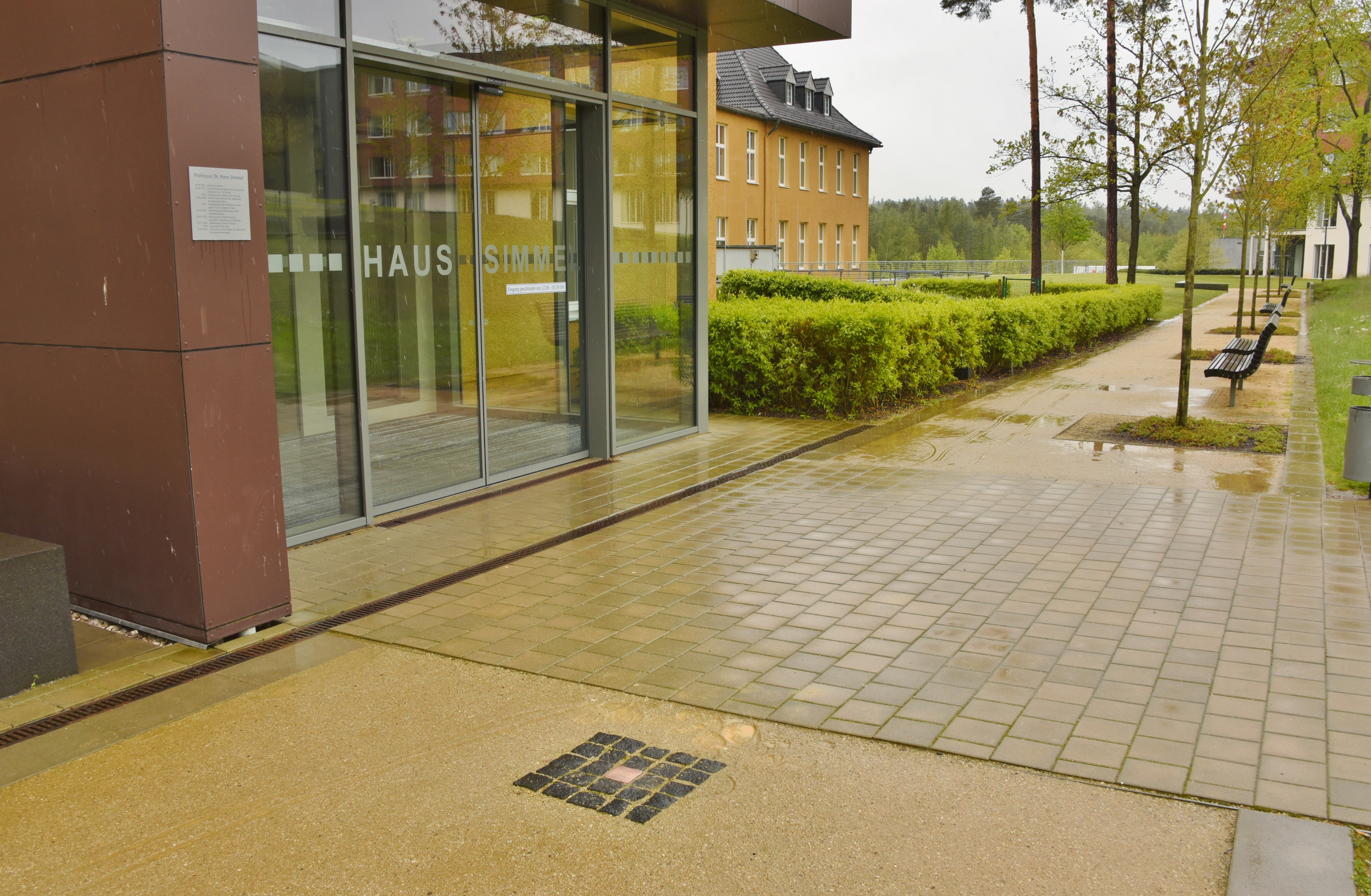
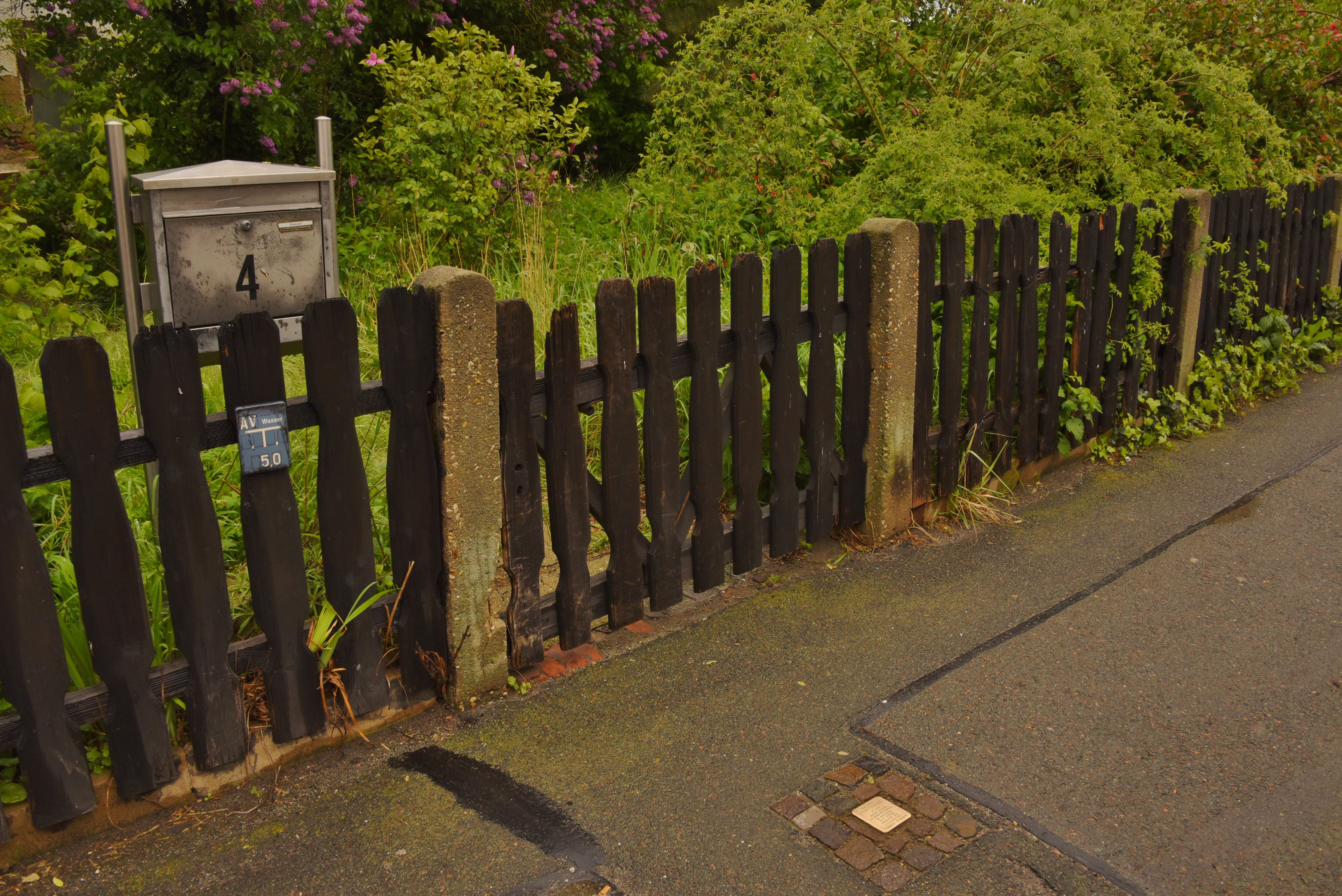
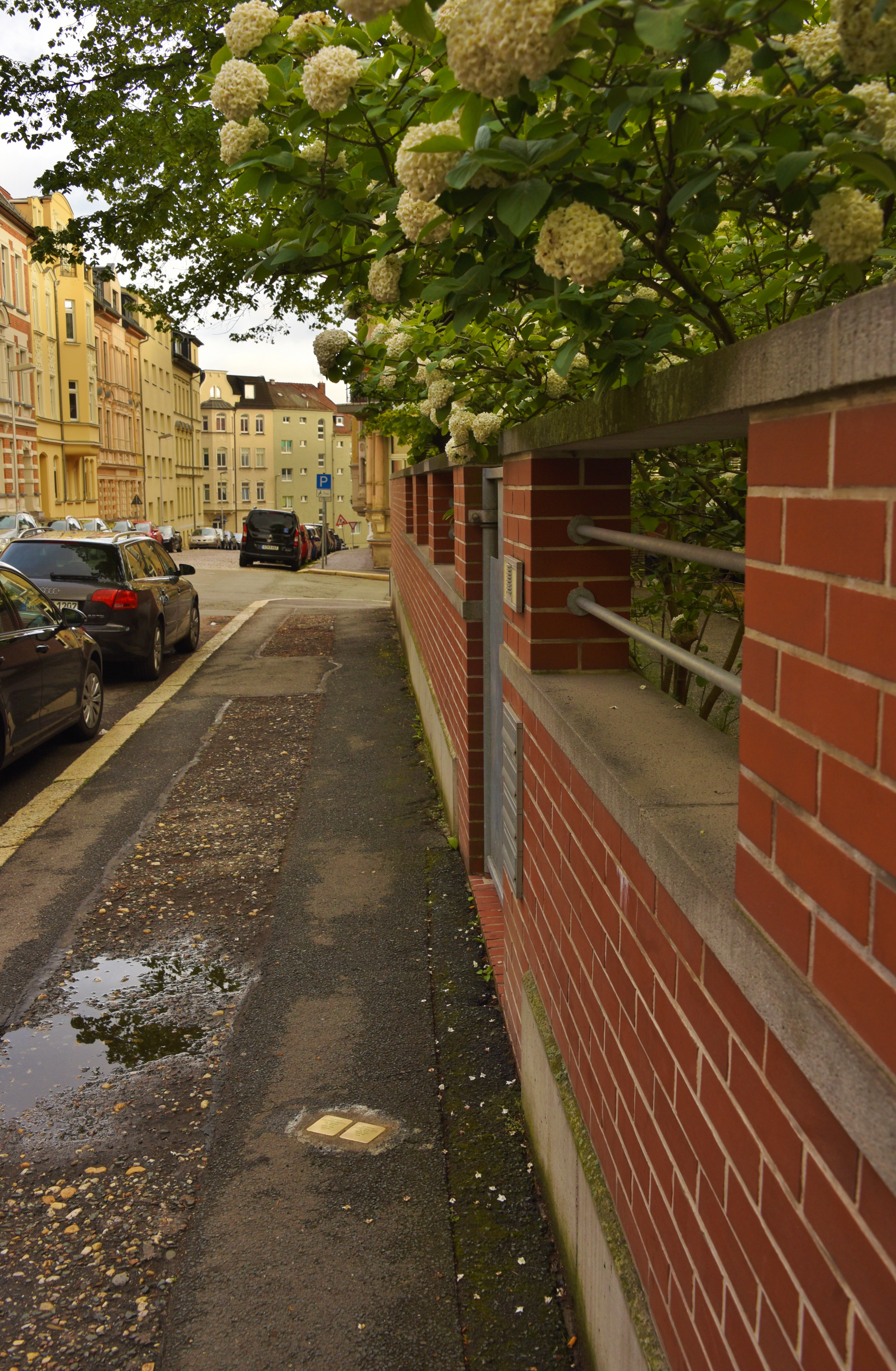

Die Stolpersteine von Gera wurden an folgenden Tagen vom Künstler persönlich verlegt:
1. 7. Oktober 2008: Laasener Straße 16
2. 8. April 2009: Burgstraße 5, Museumsplatz, Schlossstraße 2 (Ernst Brüg), Sorge 9
3. 7. Juni 2010: Blumenstraße 8, Johannisplatz 7/8, Rudolf-Scheffel-Straße 18, Waldklinikum
4. 17. Juni 2011: Lessingstraße 1, Marienstraße 13, Nicolaistraße 5, Schlossstraße 2 (Gertrud und Günter Brüg, Hannelore Silberberg)
5. 2. November 2012: Ebelingstraße 10, Hainbergstraße 7, Hartmannsdorfer Weg 4, Karl-Liebknecht-Straße 6, Naulitzer Straße 9, Pfarrstraße 4
6. 9. Dezember 2013: Gagarinstraße 26, Lange Straße 17, Maler-Reinhold-Straße 3, Schmelzhüttenstraße 33
7. 19. März 2015: Altenburger Straße 6
8. 17. September 2016
9. 14. März 2018
10. 27. November 2019: Bauvereinstraße 4, Berliner Straße 136, Hußstraße 12, Nicolaiberg 6
11. 21. September 2022: Leipziger Straße 3 (Geller, 2 Steine), Markt 12 (Steinitz, 5 Steine), Schafwiesenstraße 3a (Mauer/Wicklmair, 2 Steine), Waldklinikum (Philipp, 1 Stein)[21]
12. 9. März 2024: Franz-Petrich-Straße (Wertheim, 4 Steine), Heinrichstraße (Milewicz, 4 Steine), Gagarinstraße 4 (Birnbaum, 2 Steine)[22]
13. 6. Mai 2025: Altenburger Straße 7 (Katz, 5 Steine), Steinweg 5 (Sandheim, 2 Steine), Steinweg 12 (Dickstein, 5 Steine)[23]

## Vandalismus
Die Stolpersteine am Johannisplatz 7/8, gewidmet den Geschwistern Biermann, Erichs Ehefrau Edith, Herberts Verlobter Hilde Sternefeld und Lilli Moses, wurden am 27. Juni 2010 gestohlen. Zweitanfertigungen wurden am 6. Februar 2011 verlegt.
Der Stolperstein für Emil Löwenstein wurde ursprünglich am 8. April 2009 an der Zschochernstraße 32 verlegt. Von dort wurde er am 30. Juli 2010 gestohlen. Die Zweitanfertigung von 2011 wurde gemeinsam mit den neuen Steinen für Käthe und Heinz-Hermann Löwenstein am neuen Standort Lessingstraße 1 verlegt.